# European Open
L'European Open è un torneo di tennis facente parte dell'ATP Tour 250 che si gioca sui campi in cemento dell'ING Arena di Bruxelles. Questo torneo ha rimpiazzato quello di Valencia. La prima edizione si è giocata dal 17 al 23 ottobre 2016 sui campi indoor della Lotto Arena di Anversa, in Belgio. Dalla decima edizione, nel 2025, il torneo si sposterà all'ING Arena di Bruxelles sia per maggiore accessibilità che per maggiore capienza della struttura.

## Albo d'oro

### Singolare
| Anno      | Vincitore             | Finalista         | Punteggio           |
| Anversa   | Anversa               | Anversa           | Anversa             |
| --------- | --------------------- | ----------------- | ------------------- |
| 2016      | Richard Gasquet       | Diego Schwartzman | 7–6(4), 6–1         |
| 2017      | Jo-Wilfried Tsonga    | Diego Schwartzman | 6−3, 7−5            |
| 2018      | Kyle Edmund           | Gaël Monfils      | 3−6, 7−6(2), 7−6(4) |
| 2019      | Andy Murray           | Stan Wawrinka     | 3−6, 6−4, 6−4       |
| 2020      | Ugo Humbert           | Alex de Minaur    | 6−1, 7−6(4)         |
| 2021      | Jannik Sinner         | Diego Schwartzman | 6−2, 6−2            |
| 2022      | Félix Auger-Aliassime | Sebastian Korda   | 6−3, 6−4            |
| 2023      | Aleksandr Bublik      | Arthur Fils       | 6−4, 6−4            |
| 2024      | Roberto Bautista Agut | Jiří Lehečka      | 7−5, 6−1            |
| Bruxelles |                       |                   |                     |

### Doppio
| Anno      | Vincitori                                    | Finalisti                            | Punteggio           |
| Anversa   | Anversa                                      | Anversa                              | Anversa             |
| --------- | -------------------------------------------- | ------------------------------------ | ------------------- |
| 2016      | Daniel Nestor Édouard Roger-Vasselin (1)     | Pierre-Hugues Herbert Nicolas Mahut  | 6–4, 6–4            |
| 2017      | Scott Lipsky Divij Sharan                    | Santiago González Julio Peralta      | 6–4, 2–6, [10–5]    |
| 2018      | Nicolas Mahut (1) Édouard Roger-Vasselin (2) | Marcelo Demoliner Santiago González  | 6–4, 7–5            |
| 2019      | Kevin Krawietz Andreas Mies                  | Rajeev Ram Joe Salisbury             | 7–6(1), 6–3         |
| 2020      | John Peers Michael Venus                     | Rohan Bopanna Matwé Middelkoop       | 6–3, 6–4            |
| 2021      | Nicolas Mahut (2) Fabrice Martin             | Wesley Koolhof Jean-Julien Rojer     | 6–0, 6–1            |
| 2022      | Tallon Griekspoor Botic van de Zandschulp    | Rohan Bopanna Matwé Middelkoop       | 3−6, 6−3, [10−5]    |
| 2023      | Petros Tsitsipas Stefanos Tsitsipas          | Ariel Behar Adam Pavlásek            | 6(5)−7, 6−4, [10−8] |
| 2024      | Alexander Erler Lucas Miedler                | Robert Galloway Oleksandr Nedovjesov | 6−4, 1−6, [10−8]    |
| Bruxelles |                                              |                                      |                     |